# John Hancock (skådespelare)
John Hancock, född 4 mars 1941 i Hazen, Arkansas, död 12 oktober 1992 i Los Angeles, Kalifornien, var en amerikansk skådespelare. Hancock är troligen främst känd för sin roll som "Scotty" i miniserien Roots: The Next Generations. John Hancocks kroppsbyggnad i kombination med hans djupa basröst gjorde det möjligt för honom att finna sin nisch, att spela olika myndighetspersoner och han fick ofta göra roller som präster, domare eller militärbefäl.
John Hancock gjorde även återkommande roller i flera TV-serier under sin karriär, däribland i Knots Landing, Fem i familjen, Diff'rent Strokes, The Dukes of Hazzard, Star Trek: The Next Generation, En röst i natten, Spana in Bob och Lagens änglar.
Hancock medverkade i sitcomserien Omaka par, där han spelade rollen som bartendern "Ike Johnson" 1992, när han avled i en hjärtattack i sitt hem i Los Angeles.
John Hancock är begravd på Forest Lawn Memorial Park i Hollywood Hills i Los Angeles.

## Filmografi i urval
- 1971 – Främling i egen stad
- 1978 – Tjejen som visste för mycket
- 1979 – Skjut inte på tandläkaren!
- 1979 – Blåst på konfekten
- 1979 – Roots: The Next Generations (miniserie)
- 1982 – Nu flyger vi ännu högre
- 1984 – En soldats historia
- 1984 – City Heat
- 1984 – Mord och inga visor (TV-serie)
- 1985 – Benson (TV-serie)
- 1985 – Skål (TV-serie)
- 1982-1986 – Spanarna på Hill Street (TV-serie)
- 1983-1989 – Fem i familjen (TV-serie)
- 1986 – Crossroads
- 1986 – Remington Steele (TV-serie)
- 1986-1991 – Amen (TV-serie)
- 1986-1991 – Lagens änglar (TV-serie)
- 1987 – Hunter (TV-serie)
- 1988 – Cagney & Lacey (TV-serie)
- 1988 – Två systrar för mycket
- 1990 – Fåfängans fyrverkeri
- 1990 – Matlock (TV-serie)
- 1990-1991 – Star Trek: The Next Generation (TV-serie)
- 1991 – En röst i natten (TV-serie)
- 1991-1992 – Spana in Bob (TV-serie)
- 1992 – Omaka par (TV-serie)